# パプリカ (2006年の映画)
『パプリカ』（PAPRIKA）は、今敏監督による日本の劇場用アニメ映画。原作は筒井康隆が1993年に発表した長編SF小説『パプリカ』。
2006年11月25日からテアトル新宿、池袋テアトルダイヤ、川崎チネチッタの関東圏3館で限定公開されたのを皮きりに、12月から翌2007年3月にかけて全国でロードショーされた。2007年5月24日より北米でも劇場公開された。また今の一周忌にあたる2011年8月25日には、ドリパスによる追悼企画として本作と『東京ゴッドファーザーズ』を連続上映するレイトショーが新宿バルト9にて開催された。
キャッチコピーは「私の夢が、犯されている―」「夢が犯されていく―」。
第63回ヴェネツィア国際映画祭コンペティション部門出品作品、第19回東京国際映画祭のanimecs TIFF 2006共同オープニング上映作品。

## 概要
同名の筒井康隆によるベストセラー小説を今敏がアニメーション化した作品。2010年に逝去した今の最後に手掛けた劇場作品であり、それまでに培った今の演出テクニックがまとめて投入された総決算とも言うべき作品で、主人公パプリカの造形をはじめ、今作品の中では最もキャラクター性が前面に出たエンターテインメント性の高い"アニメらしい"作品でもある。
他人と夢を共有できる画期的な装置の発明を巡って、悪夢を見させる夢のテロリストと、夢探偵「パプリカ」の戦いを描いている。夢の中に入って事件を追うという原作の設定を踏襲しつつ、ストーリーは大胆に脚色されている。製作では、『千年女優』より平沢進とタッグを組んでいた今敏が、平沢に先に音楽を作成して貰い、そこから更に映像に描きだす手法が使用された。
ヴェネツィア国際映画祭ではオフィシャルコンペティションに選出される快挙を果たした。世界3大映画祭と呼ばれるベルリン、カンヌ、ヴェネツィアで一般映画に混じったオフィシャルコンペティションへの出品は、当時、日本アニメの監督では宮崎駿、押井守と今の3人しかいなかった。

## ストーリー
近未来、DCミニと呼ばれる新開発の装置により、ユーザーは人の夢を見ることができるようになった。DCミニを使ったセラピーに取り組むチームのリーダーである千葉敦子博士は、夢の世界の別人格であるパプリカという探偵に扮して、研究施設の外で精神病患者を助けるためにこの装置を違法に使用し始める。敦子の最も親しい仲間は、所長の島博士と、DCミニの発明者である時田浩作博士である。
パプリカは、島の紹介で、島の学生時代の友人であり刑事である粉川のセラピーを行っていた。粉川は調査中の殺人事件の被害者で元同僚の正体不明の人物に関する夢を繰り返し見ることに悩まされている。セラピーが終わって別れ際、パプリカはウェブサイトの名前が書かれたカードを粉川に渡す。粉川がウェブサイトにアクセスするとバーが画面に映り、そこでインターネットを夢に例えるパプリカに出会う。
3台のDCミニの試作品の盗難について話し合うため、研究所理事長の乾と会議中、島は意味不明な暴言を吐き、窓から飛び降りて自殺しそうになる。島の夢を調べたところ、ランダムな物体が次々と現れ、時田は彼の助手である氷室の姿に気づき、盗難は内部犯行であるという彼らの疑いを裏付ける。
氷室の家を調査中、敦子はパプリカの警告を無視し、誤って夢の空間に滑り込む。敦子はDCミニを頻繁に使用しているため、夢の空間が彼女に常に影響を及ぼすようになってしまう。敦子は危うく死にそうになるが、同僚の小山内に救出される。
さらに2名の研究所職員がDCミニの犠牲になると、乾は装置の使用を禁止する。しかし時田は氷室と対話するために氷室の夢の中に入り、夢の中のパレードに飲み込まれ犠牲になってしまう。
真犯人を突き止めるためにパプリカは氷室の夢の中に入り、氷室の意識がただの抜け殻であることを発見する。真犯人は乾で、彼は夢療法を通して人類の影響から夢を守らなければならないと信じている。その助けとして、小山内の助けを借りる。2人の科学者の死因を調査している粉川は、研究所で敦子、島、時田の話をきく。粉川はパプリカの正体が敦子であることに気づく。
運転中、粉川は突然不安発作に襲われる。パプリカとの緊急セラピーで、彼女は彼の夢の中のシーンがそれぞれ映画のジャンルに対応していることを明らかにする。氷室の夢のパレードが粉川の夢に侵入し、時田を見つけたパプリカは粉川の夢を抜け出して、時田を助けようとする。
パプリカは乾と小山内に捕らえられてしまう。小山内は執拗に敦子への愛を告白し、パプリカの皮膚を剥ぎ取ってその下から敦子を露出させる。しかし、激怒した理事長が邪魔をして、敦子を始末するよう要求する。一方、バーでの夢の中で、粉川は、自分が繰り返し見る夢が、映画監督を目指していた若い頃の友人の死に対する不安に基づいていることを気づく。夢の中で不安を解消した粉川は、氷室の夢を見つけてその中に入り、敦子を助け出し自分の夢の中に逃げ込む。小山内が追いかけ、粉川は小山内を撃つ。その行為により、現実世界で小山内の肉体が死ぬ。
夢と現実が融合し始める。夢のパレードが街で暴れ回り、現実が崩れ始める。島は巨大な人形に殺されそうになるが、敦子とは完全に別の存在として現れたパプリカに助けられる。混乱の中、巨大ロボットの姿をした時田は敦子を食べ、パプリカも食べようとする。敦子の幽霊が現れ、敦子が時田に恋をしていて、その感情を抑え込んでいたことを明かす。敦子は抑え込んでいた欲望と折り合いをつけ、パプリカという自分の一部と和解する。誇大妄想に陥った乾は、巨大な人間の悪夢の姿で戻ってきて、妄想で世界を暗くすると脅す。パプリカは時田の体に身を投げる。ロボットの殻から赤ん坊が現れて乾を飲み込み、成長して敦子とパプリカの完全な組み合わせになり、消えて悪夢は終わる。現実世界で時田が目を覚ますと、ベッドサイドに敦子が座っていた。
粉川はパプリカのカードからウェブサイトにアクセスし、バーでパプリカのメッセージカードを受け取る。カードには、敦子の苗字が時田に変わること、そして映画『夢見る子供たち』を勧めることが記してあった。彼は映画館に行き、『夢見る子供たち』のチケットを購入する。

## 登場人物
千葉敦子（ちば あつこ） ／ パプリカ
声 - 林原めぐみ
本作の主人公で、研究所でも一目置かれているサイコセラピスト。DCミニを使用し別人格パプリカの姿で患者の夢に潜り込み、悪夢の原因を探るなどの治療を行っている。
常に冷静沈着で理知的なクールビューティーだが、彼女の別人格であるパプリカは天真爛漫で無邪気な少女のような姿をしている。
DCミニが盗まれたと知ったときには時田の管理能力の低さに厳しい言葉を浴びせるが、彼の天才的な技術には絶大な信頼を寄せている。
装置の悪用による島の発狂現場に居合わせており、悪夢の中に潜って彼を現実世界へと引き戻した。その後も立て続けに起こる事件を食い止めるため犯人探しに奔走する。
島寅太郎（しま とらたろう）
声 - 堀勝之祐
千葉らが所属する研究所の所長ならびにDCミニの開発担当責任者を務める、明朗快活な白髪の男性。
物語序盤でDCミニの悪用による精神攻撃を受けたことで発狂し、研究所の窓から飛び降りて大怪我を負う。昏睡状態のまま悪夢に捕らわれてしまうが、千葉（パプリカ）の活躍により無事に現実世界へ戻ることができた。覚醒後は千葉らと協力し、事件の犯人を追う。
時田浩作（ときた こうさく）
声 - 古谷徹
千葉らと同じ研究所で働く研究員。DCミニの開発者であり天才科学者と称されているが非常に子供っぽい性格で、エレベーターから出るにも苦労するほどの肥満体型。
DCミニを盗んだ氷室とは友人であったため、彼に対して疑問と怒りを覚えていた。同僚の千葉とは親しい仲で、気さくに「あっちゃん」と呼んでいる。
粉川利美（こながわ としみ）
声 - 大塚明夫
千葉（パプリカ）による治療を受けている刑事。悪夢に悩まされており、旧知の仲の島からDCミニによる治療を紹介された。
強面だが少し抜けている面もあり、コミカルで親しみやすい男性。研究所を訪れた際、初対面の千葉に見惚れ、同時にパプリカの正体が彼女であることを見抜いた。
乾精次郎（いぬい せいじろう）
声 - 江守徹
研究所の理事長を務める老人。下半身不随のため車椅子で移動している。DCミニをあまり快く思っておらず、危険性を重視し開発中止も検討している。
小山内守雄（おさない もりお）
声 - 山寺宏一
研究所の職員。千葉に好意を抱いているが相手にされておらず歯がゆい思いをしている。また、優秀な時田に対して嫉妬心を抱いているなど少し影のある青年。
あいつ
声 - 田中秀幸
粉川の悪夢に登場する男性で、シルエットに覆われておりはっきりとした姿は見えない。終盤でようやく粉川は彼の正体に気づく。
日本人形
声 - こおろぎさとみ
劇中の悪夢に必ず登場する、おかっぱで赤い着物を着た無表情の日本人形。他人の顔に変化したり、巨大化することもある。
氷室啓（ひむろ けい）
声 - 阪口大助
時田と共にDCミニの開発に携わっていた研究員。時田の才能に嫉妬しDCミニを無断で持ち出すが、自身も悪夢に飲み込まれ昏睡状態となる。
津村保志
声 - 岩田光央
柿本信枝
声 - 愛河里花子
レポーター
声 - 太田真一郎
奇術師
声 - ふくまつ進紗
ウェイトレス
声 - 川瀬晶子
アナウンス
声 - 泉久実子
研究員
声 - 勝杏里
所員
声 - 宮下栄治
ピエロ
声 - 三戸耕三
その他
声 - 遠藤圭一郎、高山まさみ、小林將則、矢部陽子、水口博史、阿南あさみ、浅野雄、本間美保、林理幹、上田星子
玖珂
声 - 筒井康隆（特別出演）
ネット上でのバー「RADIO CLUB」のバーテン。
陣内
声 - 今敏（特別出演）
「RADIO CLUB」のバーテン。

## スタッフ
- 原作：筒井康隆
- 監督：今敏
- 企画：丸山正雄（マッドハウス）
- 脚本：水上清資、今敏
- キャラクターデザイン・作画監督：安藤雅司
- 作画監督補佐：井上俊之、井上鋭、三原三千夫
- 原図協力：末武康光
- 色彩設計：橋本賢（DR TOKYO）
- 美術監督：池信孝
- 美術監督補佐：東地和生
- 撮影監督・CGディレクター：加藤道哉
- 編集：瀬山武司（瀬山編集室）、神宮司由美（DR TOKYO）
- 演出助手：吉野智美
- タイトルデザイン：イナガキキヨシ
- 音楽：平沢進
- 音楽制作：ケイオスユニオン
- 音響監督：三間雅文（テクノサウンド）
- 音響効果：倉橋静男（サウンドボックス）
- 効果助手：米原想（サウンドボックス）
- 録音スタジオ：アオイスタジオ、トライスクルスタジオ
- 音響制作：テクノサウンド（中島朋子・丸浩育）
- 支援：文化庁
- 制作プロデューサー：豊田智紀
- 制作担当：橋本健太郎（マッドハウス）
- アニメーション制作：マッドハウス
- 配給・宣伝：ソニー・ピクチャーズ・エンタテインメント
- 宣伝プロデューサー：後藤優
- アソシエイトプロデューサー：二方由紀子（マッドハウス）、森島太朗
- アシスタントプロデューサー：原史倫（マッドハウス）、小川淳
- プロデューサー：丸田順悟（マッドハウス）、滝山雅夫（ソニー・ピクチャーズ）
- 製作：パプリカ製作委員会（マッドハウス、ソニー・ピクチャーズ エンタテインメント）
- エンディングテーマ：平沢進「白虎野の娘」

## 制作
小規模公開だったこともあり、『千年女優』『東京ゴッドファーザーズ』は、共に当初はリクープ（製作投資資金の回収）が出来ずに苦労した。しかし、『パプリカ』の企画の頃には今の名前は映画関係者にも知られるようになっており、評価もすでに確立していたことから、この映画の制作が実現した。
実は最初の劇場作品『パーフェクトブルー』を撮り終えた後、今は次の作品としてその出資者だった会社のプロデューサーと一緒に『パプリカ』を作ることを想定していたが、その会社レックス・エンタテインメントが倒産してしまったため、話は流れてしまった。しかし、今の頭の中には1998年の時点で『パプリカ』の構想があり、監督デビュー作である『パーフェクトブルー』や第2作のオリジナル作品『千年女優』で｢幻想と現実｣｢記憶と現実｣の曖昧さや境界の揺らぎを描こうとしたのも、実は小説『パプリカ』のようなことを映像的に実践してみたかったからであった。その後、原作者の筒井康隆に会って映画化の許可をもらった時には、ずっと思い描いていたことが実現したような気がしたという。
同じ原作のある作品でも『パーフェクトブルー』のように作品の根幹となる部分を変更したわけではないが、『パプリカ』も映画に合わせて原作の内容を一部変更している。『パプリカ』の場合は、原作のボリュームが大きくて映画一本に収まるものではないことと、映画化時点で原作の出版からすでに十数年が経過しており、その間に多くのクリエイターたちが『パプリカ』に触発されたアイディアを映像など色々な媒体で具現化していたため、原作をそのまま踏襲する形での映画化はできないと考えたからである。そこで今は、原作の文章表現や内容、個々のエピソードにではなく、原作の持つ態度に忠実であることにした。
原作のエピソードを忠実に映像化しようとするとTVシリーズ26本は必要になってしまう。しかし、今は原作の魅力は夢のシーンにあり、その夢の世界を映像ならではの表現でディテール豊かに描いてこそ成立すると思っていたので、TVシリーズレベルの画面のクオリティであるならば作る必要性を感じなかったことと、今に許されていたのは予算的にも時間的にも「90分以内の作品制作」だったことで、初めから映画以外に選択肢はなかった。そこで、まず原作を一旦単純な形に戻し、その枠の中に原作の『パプリカ』だけでなく筒井の他の作品からも取り込めそうなアイディアを収めて行くことにした。今にとって映画『パプリカ』は単なる原作の映画化ではなく、筒井作品全てへのオマージュでもあったからである。また、夢の描写は、原作を忠実に踏襲するのではなく、新たに映像に合ったイメージを考えるようにした。小説の夢の描写は素晴らしいものの、それはやはり説明によって随時イメージを補足することができる文章表現だから成立するもので、夢が次から次へと流れて行くイメージを表す映像において、説明というのはその流れを止めることに他ならないからである。
今は『パプリカ』では映画全体を華やかなイメージにしたいと考えていたので、他のアニメ作品のイメージも取り込めばよりイメージが厚くなるのではないかと考え、主役など中心的キャラクターには前作『東京ゴッドファーザーズ』とは対照的に声優として有名な人物を積極的に起用することにした。また、夢のシーンをたっぷりと描く時間を確保するためになるべく人物の説明や描写を省こうと考えた今は、キャラクターデザインでは外見と内面の一致を心掛け、キャスティングもそのキャラクターのイメージに素直に従っている。
脚本は、今のテレビシリーズ『妄想代理人』でも組んだ水上清資が共同脚本として名を連ね、キャラクターデザインおよび作画監督は『もののけ姫』『千と千尋の神隠し』の安藤雅司、音楽は『千年女優』と『妄想代理人』を担当した平沢進、美術監督は、今の全作品に参加している池信孝が担当した。
予算は約3億円で、制作期間は企画から完成までに約2年半かかった。その内訳は、脚本などのプリプロダクションに半年、絵コンテから実際の作画や撮影、音響作業、完成までが約2年である。

## 配給
『パプリカ』の国内での配給は、前作『東京ゴッドファーザーズ』から引き続き日本のソニー・ピクチャーズ エンタテインメントが担当し、2006年11月25日から公開された。関東圏3館でまず限定公開され、初日2日間で合計動員2,210人、興収3,460,500円を記録、公開8週間目に累計で71,236人を動員、興行収入1億円を突破した。
本作は2007年5月24日より北米でも公開を始め、配給会社も『東京ゴッドファーザーズ』の時より大きなソニー・ピクチャーズ・クラシックスに移った。公開当初はニューヨークとロサンゼルスの2館上映だけだったが、その後公開劇場を次第に拡大して行き、最大で37スクリーン同時上映となった。しかし、トータルの公開劇場数はこれを大きく上回り、最終的に上映館数は80館以上となった。これは限定公開と言われる方法で、都市部などの熱心な映画ファンに向けた小規模公開になる。米国で日本アニメが劇場公開されること自体が珍しく、2000館から4000館の劇場数を必要とする全米公開が行なわれることは滅多にないため、日本の劇場アニメの米国での公開は、この限定公開が一般的となっている。しかし、限定公開とは言え、80館を超える上映規模は、かなり大きなものとなる。今監督の前作『東京ゴッドファーザーズ』は10館、『千年女優』は6館であった。また同じ日本アニメでは、比較的劇場数が多かった2004年の『イノセンス』で55館、2005年の『スチームボーイ』で39館であった。興行収入は、公開19週目には87万ドル（当時の円換算115.5円で1億円）を突破し、最終的には88万2267ドル（約1億2,000万円）となった。当時、アメリカで日本の劇場アニメが興収1億円を突破したのは2005年の『ハウルの動く城』以来2年ぶり（通算12作目）であり、なおかつ成人向けを示すR指定の劇場アニメに限れば、本作と2003年に公開された『カウボーイビバップ 天国の扉』の2作品しかなかった。『パプリカ』は大人向けの劇場アニメが受け入れられないとされる米国で、着実な実績を築き大きな成果を残したと言える。
2021年現在、Amazon Prime VideoとDMM動画にて高画質（HD）レンタル配信が行われている。

## テーマ
それまでの今敏作品と同様に「虚構と現実」というモチーフが使われ、シームレスにつながった夢と現実が激しく切り替わり、現実と虚構の境目が分からなくなる世界を独自のリアリズム表現で描いている。夢と現実の境界が曖昧になるというのは、現実が妄想に浸食されるという恐怖に震えた『パーフェクトブルー』や騙し絵のような世界が繰り広げられた『千年女優』とも重なる表現であり、加えて、事件の真相に絡むスペクタクルかつエロティックなシーンとも相まって、観客に感激と官能の昂揚感をわき上がらせる。
今にとって「虚構と現実」というのは、対になる対照的な概念ではなく、どちらも「描かれたもの」という点では同質であり、両者を分けるのは「そこに描かれているもの」だけである。また今が画面を作るときに実景を引き写す（トレースする）ことはほとんどなく、画面にはリアリティより「それらしさ＝抽象性」の方を強く求めていた。つまり、観客が「本物みたいだ」と感じるリアリティに溢れた画面が、それを描かせた今自身にとっては「単なる絵」であり、アニメだからこそ現実と虚構の2つを区別するものは、表現の水準では本質的に存在しないのである。このギャップこそが今敏作品を支えている"仕掛け"を生んでいる。『パプリカ』の場合も「夢」と「現実」がともに「描かれた現実」であることには変わりがない。しかし本作が他の今作品と異なるのは、「夢」と「現実」が地続きではなく、それぞれが相手の存在に変容していくというより混淆の度合いが深い関係性にあるという点である。「描かれた現実」の根底の部分にある「物質性」に手を加えることで、「夢」は「現実」に、「現実」は「夢」へと変容する。作中では「夢」は「夢を見ている人間の無意識な欲望を反映し歪んだ現実」として表現されており、その絵のレベルで歪みを加えてやると「現実」は「夢」に、歪みを補正してやると「夢」は「現実」に変容するという仕掛けになっている。卓越した画力によって「絵であることを忘れさせるようなリアリスティックな絵」をまず一旦「現実だ」と思わせておいてから、「実はこれは絵でした（虚構）」という形で現実と虚構と同じ位置に並べるというのが今敏作品における「虚構と現実」の関係であり、アニメならではのイリュージョンなのである。
この映画において、今がテーマの中核として位置づけていたのが物事の「二面性」や「多面性」、「対照性」、そしてそれらの「バランス」であり、当初から意図して映画に組み込んでいる。たとえば、顕著な二面性が見られるのはヒロイン千葉敦子とパプリカで、この二人は同一人物内の異なる人格を具体化した登場人物だが、監督としては二人を異なる人物と見なして演出していた。その方が、ある人間の内面における葛藤や対立をより明快に描けると考えたからである。敦子・パプリカの関係は同一人物内の対照性と二面性だが、他のキャラクターたちの性格設定や人物配置も同様の考え方に従っている。このように、今は『パプリカ』では基本的なコンセプトとして「対」という考え方をとても大事にしていた。
今は、『パプリカ』で制作の結果として創造面の自由を感じたわけではなく、むしろまったく逆で、創造面での自由を獲得するために『パプリカ』を映画化しようとした。それ以前に監督した映画は、すべてが「現実的な枠組み」の中であっても、見方を少しシフトすることで現実とは異なる大きなファンタジーが生まれてくる、という考え方で制作していた。しかし、現実的な枠組みで映画の世界観を構築し続けていると、どうしても自分の描けるものが限定されてくる。技術的にはもっと色々なことを描写することは可能であるにもかかわらず、アイディアそのものが限定されれば技術の使いようもない。こうしたディレンマもあり、自分の想像力を拡張するために選んだ企画が『パプリカ』だった。
映画で描かれた精神病患者が見る特殊な"悪夢"のパレードは原作にはなく、すべて今が考えたものである。時間的な制限も大きい映画において、原作のように色々な夢をさまざまな形で描くということは難しく、映画全編を通じて柱となるような夢、特にそれが出てくると一目で悪夢と伝わるような夢のイメージを中心に据えることにした。それが無生物たちによるパレードだった。パレードのシーンは、音楽を担当している平沢進と2人3脚で作り上げた。今曰く、「平沢さんの音楽から、映像が生まれてくる感じですね。私にとって音はすごく大切。音半分、映像半分。それが合わさって100ではなく、150にも200にもなっていくと思っています」。

## 反響
映画批評サイトRotten Tomatoesでは批評家から84%、観客から87%の肯定的評価を得ている。
2008年の米国ニューズウィーク誌日本版が選んだ歴代映画ベスト100には『パプリカ』（2006）が、日本アニメから唯一選ばれた。
世界最古の映画機関の一つである英国映画協会（BFI）が選択した、「1925年から2020年までの年代別傑作日本映画」にて選ばれた数少ないアニメ作品の中で、1988年度の『AKIRA』や2001年度の『千と千尋の神隠し』などと共に、2006年度の傑作日本映画として選ばれている。
ハリウッド・リポーター選出の大人向けアニメ映画のベスト10において8位にランクインした。
クリストファー・ノーラン監督・脚本・製作による2010年のアメリカ映画『インセプション』にインスピレーションを与えたと言われる。本作は他人と夢を共有できる装置の発明をめぐり、悪夢を見させる夢のテロリストと夢探偵パプリカの戦いを描くが、『インセプション』も他人の夢に侵入して潜在意識の中からアイデアや情報を抜き出す産業スパイが登場し、ホテルの部屋から飛び出した男が廊下を進むうちに通路がねじれてゆくシーンや、空間の一部がガラスのように崩れ落ちるシーンなどのビジュアルにその影響が色濃く見て取れる。

## 受賞
- 第12回アニメーション神戸 作品賞・劇場部門[28]
- 第14回Chlotrudis Awardsベストデザイン賞
- 第25回ポルト国際映画祭Critics' Award受賞
- 第35回モントリオール・ニューシネマフェスティバルPublic's Choice Award受賞
- 第8回ニューポート・ビーチ・フィルム・フェスティバルFeature Film Award受賞
- 東京アニメアワード 2007 優秀作品賞劇場映画部門、個人部門音楽賞（平沢進）[29][30]